# Federico Caccia
Pour les articles homonymes, voir Caccia.
Federico Caccia (né en 1635 à Milan, en Lombardie, alors capitale du duché de Milan et mort dans la même ville le 14 janvier 1699) est un cardinal italien de la fin du XVIIe siècle. 

## Biographie
Federico Caccia exerce des fonctions au sein de la Curie romaine, notamment comme auditeur près de la Rote romaine et comme aumônier du pape Innocent XI.
Il est nommé archevêque titulaire de Laodicée (de) en 1693. La même année, il est nommé archevêque de Milan. 
Le pape Innocent XII le crée cardinal lors du consistoire du 12 décembre 1695.
Le cardinal Caccia meurt à Milan le 14 janvier 1699, à l'âge de 64 ans.

### Sources
- Fiche du cardinal sur le site fiu.edu